# 埃德·桑普森
埃德·桑普森（英語：Ed Sampson，1921年12月21日—1974年8月26日），美国男子冰球运动员，场上位置是后卫。他曾代表美国国家队参加1956年冬季奥林匹克运动会冰球比赛，获得一枚银牌。